# The Raconteurs
I Raconteurs sono un supergruppo musicale indie rock statunitense, fondato a Detroit nel 2005 da Jack White, membro dei ben noti White Stripes, e dall'amico cantautore Brendan Benson.
In formazione ci sono Jack White (ex frontman degli White Stripes, attualmente nei Dead Weather e inoltre attivo da solista), Brendan Benson (solista), Jack Lawrence (The Greenhornes, Blanche e Dead Weather) e Patrick Keeler (The Greenhornes).

## Storia

### La nascita e il primo album
Qualunque ne sia l'origine, l'album, Broken Boy Soldiers, della durata di circa 33 minuti, ricco di reminiscenze rock anni sessanta-settanta, esce nel 2006. In particolare, una certa notorietà è stata raggiunta dal brano di apertura, Steady, As She Goes, e dalla title track del cd, Broken Boy Soldier, quest'ultima pervasa da un'atmosfera dark sottolineata dal videoclip che ne è stato tratto.
Dopo un anno di intensa attività live nel maggio 2007 i quattro si sono divisi per tornare a lavorare ai rispettivi altri progetti, non prima di registrare una prima sessione di demo per le tracce del nuovo album. Il disco, che è stato completato nei primi mesi dell'anno successivo, si chiama Consolers of the Lonely ed è uscito nel marzo 2008, insieme al singolo d'accompagnamento Salute Your Solution.
Dopo ben 8 anni da quando si sono separati, il supergruppo si riunisce e pubblicano nel gennaio 2019 un EP contenenti due inediti "Sunday Driver" e "Now That Your're Gone". Successivamente, ad aprile annunciano il loro nuovo album "Help Us Stranger", il quale sarà disponibile all'acquisto e in streaming su tutte le piattaforme dal 21 giugno 2019, dopo ben 11 anni dall'uscita del loro album "Consolers of the Lonely" nel 2008.

## Formazione
- Jack White - chitarra, voce, tastiere
- Brendan Benson - chitarra, voce
- Jack Lawrence - basso, banjo, cori
- Patrick Keeler - batteria, percussioni

### Membri live
- Dean Fertita - tastiere, percussioni, chitarra (2006, 2011)
- Mark Watrous - tastiere, percussioni, violino, voce (2008, 2011)

## Discografia
- 2006 - Broken Boy Soldiers
- 2008 - Consolers of the Lonely
- 2019 - Help Us Stranger

## Curiosità
- Il video di Steady, As She Goes è girato dal regista Jim Jarmusch, fan di White con il quale aveva già lavorato in occasione del film Coffee and Cigarettes (2003).
- In Australia un gruppo con lo stesso nome ha costretto il quartetto statunitense a cambiare sigla: per il mercato locale i quattro si presentano perciò come The Saboteurs.
- Il gruppo si è esibito in Italia per la prima volta l'8 e 9 luglio 2008, la prima data a Torino e la seconda a Ferrara.
- La canzone Steady, As She Goes è stata inserita nel videogioco di Guitar Hero 5 e Ultimate Band (NDS).
- La canzone Salute Your Solution è inserita nei titoli di coda del film Zombieland del 2009, in Senza Freni, in Candidato a sorpresa del 2012 e nel trailer di presentazione del videogioco Call of Duty: Advanced Warfare del 2014
- La canzone Don't Bother Me è inserita nella colonna sonora del videogioco Dirt 5.
- Al videoclip del brano Hands ha partecipato il noto illusionista britannico Dynamo.